# Asa'pili
El asa'pili es una lengua construida por P.M. en su ensayo Bolo'bolo. Por un lado, P.M. consigue mediante esta lengua artística explicar sus ideas con originalidad y sin terminologías desgastadas. Por otro lado, en el modelo de sociedad que propone, el asa'pili sería una lengua auxiliar neutral. 
El asa'pili consta de unas pocas palabras básicas, cada una representada por un símbolo. A continuación la tabla completa de palabras básicas.
| Símbolo         | Pronunciación | Significado |
| --------------- | ------------- | --- |
| Símbolo de ibu  | ibu           | yo, tú, ella, él, individuo, persona, ciudadano, hombre, mujer, niña, niño, cualquiera, cualquier persona          |
| Símbolo de bolo | bolo          | comunidad de base, tribu, comuna, vecindario, barrio, comunidad vecinal, comunidad rural, pueblo                   |
| Símbolo de sila | sila          | garantía de vida, hospitalidad, tolerancia, asistencia, ley, existencia                                            |
| Símbolo de taku | taku          | propiedad, secreto, vida privada, baúl de los recuerdos                                                            |
| Símbolo de kana | kana          | grupo, pandilla, gang, matrimonio, clan, banda, círculo de amigos, club                                            |
| Símbolo de nima | nima          | identidad cultural, estilo de vida, modo de vida, cultura, tradición, filosofía, religión, ideología, personalidad |
| Símbolo de kodu | kodu          | naturaleza, agricultura, paisaje, nutrición, campo                                                                 |
| Símbolo de yalu | yalu          | alimentos, cocina, estilo de cocina, gastronomía                                                                   |
| Símbolo de sibi | sibi          | arte, artesanía, arquitectura, industria, producción de útiles y de máquinas                                       |
| Símbolo de pali | pali          | energía, producción de energía, gasolina, calor, utilización de energía                                            |
| Símbolo de sufu | sufu          | agua, tubería de agua, fuente                                                                                      |
| Símbolo de gano | gano          | habitación, casa, abrigo, techo, construcción, tienda, cueva, alojamiento                                          |
| Símbolo de bete | bete          | salud, curas médicas, medicina, cuidado del cuerpo                                                                 |
| Símbolo de nugo | nugo          | muerte, píldora de la muerte, suicidio                                                                             |
| Símbolo de pili | pili          | comunicación, lenguaje, comprensión, transmisión de conocimientos, instrucción, entrenamiento, charla              |
| Símbolo de kene | kene          | trabajo externo, trabajo obligatorio, trabajo socialmente necesario, tarea dura                                    |
| Símbolo de tega | tega          | distrito, vecindario, barrio, pueblo, ciudad, valle, isla                                                          |
| Símbolo de dala | dala          | asamblea, consejo, comité, asociación, parlamento, reunión, gobierno                                               |
| Símbolo de dudi | dudi          | delegado exterior, espía, controlador                                                                              |
| Símbolo de fudo | fudo          | comarca, ciudad, comuna, pequeña región, valle                                                                     |
| Símbolo de sumi | sumi          | región, área geográfica, isla grande, comunidad lingüística                                                        |
| Símbolo de asa  | asa           | tierra, mundo, humanidad                                                                                           |
| Símbolo de buni | buni          | donación, signo, señal                                                                                             |
| Símbolo de mafa | mafa          | ayuda mutua, reservas, provisiones, recursos centrales                                                             |
| Símbolo de feno | feno          | acuerdo de trueque, contrato de cambio, colaboración, cooperación                                                  |
| Símbolo de sadi | sadi          | mercado, feria, centro de intercambio                                                                              |
| Símbolo de fasi | fasi          | viaje, excursión, transporte, tráfico, vida nómada, turismo, locomoción                                            |
| Símbolo de yaka | yaka          | batalla, disputa, duelo, violencia, conflicto, guerra, conjunto de reglas                                          |

Las palabras se escriben preferentemente mediante sus símbolos, sin necesidad de un alfabeto determinado. Para la articulación han sido elegidos unos pocos sonidos presentes en muchas lenguas. La pronunciación es libre.
Se pueden formar palabras compuestas, siendo la última palabra la dominante. La duplicación de una palabra forma su plural. He aquí sendos ejemplos:
- asa'pili significa lengua del mundo.
- bolo'bolo significa muchos bolos.

El origen de las palabras es meramente casual. No obstante, P.M. se inspiró en el sistema sonoro de las lenguas polinesias, donde bolo'bolo significa comunismo.

## Enlaces
- Datos: Q720021
- Multimedia: Bologlyphs / Q720021